# Wagenstein Spitz
Wagenstein Spitz to szczyt w grupie Villgratner Berge, w Wysokich Taurach w Alpach Wschodnich. Leży w Austrii, w Tyrolu Wschodnim. Na wschód leży Hochleitenspitze, na południowy zachód leży Degenhorn, a na wschodzie Weisse Spitze.